# Live at the Studio Grill
Live at the Studio Grill ist ein Jazzalbum von Freddie Redd. Die am 19. und 26. Mai 1988 in dem Lokal und Veranstaltungsort Hollywood Studio Bar & Grill am Sunset Boulevard in Hollywood, Los Angeles, entstandenen Aufnahmen erschienen 1990 auf dem kalifornischen Label Triloka Records.

## Hintergrund
Nach zwei Alben für Blue Note Records zu Beginn der 1960er Jahre, The Music from The Connection (1960) und Shades of Redd erhielt Redd erst wieder 1971 die Gelegenheit, unter eigenem Namen aufzunehmen. Nach dem in Paris entstandenen Under Paris Skies folgte 1977 Straight Ahead!, 1978 das Soloalbum Extemporaneous und 1985 in Septettbesetzung die LP Lonely City, mit Don Sickler, Clarence Sharpe, Clifford Jordan, Gerry Cappucio, George Duvivier und Ben Riley. Drei Jahre darauf trat er im Piano-Trio mit Al McKibbon (Bass) und Billy Higgins am Schlagzeug in der Hollywood Studio Bar & Grill in Hollywood auf. Redd spielte neben mehreren Eigenkompositionen eine unbegleitete Version der Bud-Powell-Nummer I’ll Keep Loving You sowie mehrere Jazzstandards wie I’ll Remember April, ’Round Midnight und All the Things You Are.

## Titelliste
- Freddie Redd: Live at the Studio Grill (Triloka Record 320182-2)[2]
  1. I’m Gonna Be Happy, 7:08
  2. I’ll Remember April (Gene DePaul), 8:05
  3. I’ll Keep Loving You (Bud Powell), 4:35
  4. Don’t Lose the Blues, 5:52
  5. ’Round Midnight (Bernie Hanighen, Cootie Williams, Thelonious Monk), 6:27
  6. Waltzin In, 6:51
  7. For Heaven’s Sake (Donald Meyer, Elise Bretton, Sherman Edwards), 4:09
  8. All the Things You Are (Jerome Kern), 9:13

Sofern nicht anders angegeben, stammen die Kompositionen von Freddie Redd.

## Rezeption
Richard Cook und Brian Morton haben dem Album in ihrem Penguin Guide to Jazz die Bewertung von drei Sternen verliehen; der Mitschnitt dokumentiere Redds Versuch, seine Karriere als Musiker wiederzubeleben. I’ll Remember April habe einen lebhaften Schwung, der sich gut von den stumpfen Blockakkorden abhebe, die Redd in seinen eigenen Kompositionen bevorzugt habe. Waltzin’ In sei die beste von Redds eigenen Kompositionen, eine freundliche, summbare Melodie, gegenüber der Don’t Lose the Blues klinge, als ob es ein langjähriger Standard sein sollte. Hingegen sei ’Round Midnight wunderschön ausgeführt, mit nur einem Hauch von Redds Impressionismus, der sich hier wieder einschleiche.
Scott Yanow verlieh dem Album in AllMusic vier Sterne und schrieb, Freddie Redd sei aufgrund seines zeitlosen Stils und relativ weniger Aufnahmen eine Legende. Redd sei ein guter Bop-Pianist gewesen; seine Version von Bud Powells I’ll Keep Loving You, die denkwürdige Eigenkomposition I’m Gonna Be Happy und seine magische Version von I’ll Remember April würden deutlich machen, dass Redd ein nicht anerkannter Gigant [gewesen] sei. Der Bassist Al McKibbon und der Schlagzeuger Billy Higgins böten neben ihren kurzen Soli sympathische Unterstützung bei diesem sehr empfehlenswerten Trio-Mitschnitt.